# Oscilador electrónico

Un popular oscilador de relajación con un amplificador operacional.

Un oscilador electrónico es un circuito electrónico que produce una señal electrónica oscilante y periódica, a menudo una onda senoidal o una onda cuadrada. 
Un oscilador de baja frecuencia (o LFO) es un oscilador electrónico que engendra una forma de onda de Corriente alterna entre 0,1 Hz y 10 Hz. Este término se utiliza típicamente en el campo de sintetizadores de audiofrecuencia, para distinguirlo de un oscilador de audiofrecuencia. 

## Tipos de oscilador electrónicos
Hay dos tipos principales de oscilador electrónico: el oscilador armónico y el oscilador de relajación.

## Oscilador armónico
El oscilador armónico produce una onda sinusoidal a la salida.
La forma básica de un oscilador armónico es un amplificador electrónico cuya salida está conectada a un filtro electrónico de banda estrecha. La salida del filtro es conectada a su vez a la entrada del amplificador. 
Cuando se enciende el amplificador, el ruido lo alimenta y la salida es filtrada y reconectada a la entrada. Los fenómenos no lineales impiden que la realimentación incremente hasta el infinito provocando saturación en la señal amplificada.
Un cristal piezoeléctrico (comúnmente de cuarzo) se puede integrar en el circuito para estabilizar la frecuencia de la oscilación, dando resultado un oscilador de cristal u Oscilador Pierce. 
Existen varios tipos de osciladores armónicos, dadas las diferentes maneras de amplificar y filtrar. Por ejemplo:
- Oscilador LC
- Oscilador Hartley
- Oscilador Colpitts
- Oscilador Clapp
- Oscilador Pierce
- Oscilador de cambio de fase
- Oscilador RC (Puente de Wien y "Gemelo-T")